# Silene elymaitica
Silene elymaitica är en nejlikväxtart som beskrevs av Joseph Friedrich Nicolaus Bornmüller. Silene elymaitica ingår i släktet glimmar, och familjen nejlikväxter. Inga underarter finns listade i Catalogue of Life.